# Auguste Valckenaere (politicus)
Auguste-Bernard Valckenaere (Brugge, 25 november 1819 – 27 februari 1869), vaak vermeld als Valckenaere-Thomas, was een Belgisch volksvertegenwoordiger en bankier.

## Levensloop
Valckenaere was de zoon van Jean-Baptiste Valckenaere (1789-1850) en Caroline de Tollenaere (1789-1827), die tussen 1814 en 1826 acht kinderen kregen. In 1849 trouwde hij met Leocadie Thomas (Brugge 1828 - Brussel 1899), dochter van Leopold Thomas, controleur van de directe belastingen en van Emilie Pauline La Franco. Hij was nog geen 50 toen hij stierf. Ze hadden een enige dochter Marie-Amélie Valckenaere (Brugge 1849 - Brussel 1945) die in 1870 trouwde met de Franse notaris Leon De Rycker (Duinkerken 1841 - Brussel 1915).
Valckenaere was bankier, maar tegelijk ook industrieel. Hij leidde een suikerfabriek. Hij investeerde veel in vastgoed en bezat eigendommen in Uitkerke, Dudzele, Stene, Blankenberge, Heist, Lissewege en Zuienkerke. Hierdoor was hij ook regeerder van de Watering van Volkaersgote.
In 1852 kocht Auguste Valckenaere, samen met zijn broer Adolphe, het statige 'Hotel Claesman' in de Sint-Jakobsstraat aan. Hij liet het door de jonge en liberale architect Isidore Alleweireldt opknappen, alvorens er te gaan wonen. In 1867 verkocht hij de eigendom aan de stad Brugge. Toen hij twee jaar later stierf, was de aankoopsom van 119.000 fr nog niet volledig voldaan en had Valckenaere een vordering van 51.000 fr. op de stad Brugge. Burgemeester Jules Boyaval stichtte in dit huis een 'Maison d'éducation pour demoiselles'. In 1885 werd het Stedelijk Conservatorium Brugge naar dit gebouw verhuisd, waar het tot heden gevestigd is.

## Gemeente en provincie
Hij behoorde tot de liberalen en was vanaf 1852 lid van de Association Libérale de Bruges. 
In 1856, bij de verdere politisering van de verkozenen, werd hij liberaal gemeenteraadslid, onder het burgemeesterschap van Jules Boyaval. Hij bleef raadslid tot aan zijn dood.
In 1858 werd hij ook tot provincieraadslid verkozen. Hij bleef dit tot in 1864.

## Volksvertegenwoordiger
Op 11 augustus 1864 werd Valckenaere verkozen tot liberaal volksvertegenwoordiger voor het arrondissement Brugge. Hij vervulde dit mandaat tot aan de wetgevende verkiezingen van 9 juni 1868.
In de Kamer behoorde hij tot de progressieve en antiklerikale groep die in oppositie kwam met de meer gematigde liberalen.

## Verenigingsleven
Zoals het een politicus past, was Valckenaere actief in het verenigingsleven. Hij was onder meer:
- lid van de Sint-Sebastiaansgilde,
- lid van de Vrienden van de Schamele Armen,
- lid van de Kamer van Koophandel van Brugge en van Tielt,
- lid van de Kunst- en Letterkring in Brugge,
- plaatsvervangend rechter aan de rechtbank van Koophandel te Brugge.